# Ben Azubel
Ben Azubel (hebr. בן אזובל, ur. 19 września 1993 w Ganne Tikwa) – izraelski piłkarz występujący na pozycji napastnika.